# Battaglia di Centla
La battaglia di Centla fu uno scontro avvenuto il 14 marzo 1519, nel quale gli indigeni Maya comandati da Taabscoob, si scontrarono con gli spagnoli comandati da Hernán Cortés.
Il 14 marzo 1519 le truppe di Hernán Cortés arrivarono alla radura di rio Tabasco (oggi Grijalva, dal nome del suo scopritore). In questo luogo gli spagnoli vennero attaccati dai maya, rapidamente gli spagnoli si difesero con le armi da fuoco, questo terrorizzò gli indios, ma la vera paura tra le linee maya fu creata dai cavalli, infatti gli indios non avevano mai visto i cavalli, e credevano che cavallo e cavaliere fossero una sola mostruosa creatura.
Il giorno seguente gli ambasciatori di Taabscoob arrivarono all'accampamento spagnolo con vari regali, secondo la tradizione gli indios portarono oro, gioielli, pietre preziose, animali domestici, pelli pregiate e varie piume di rarissimi esemplari. Inoltre consegnarono agli europei 20 giovani ragazze, tra le quali si trovava La Malinche, che gli spagnoli chiamarono Marina, e che sarebbe diventata amante, consigliera e interprete di Cortes.
Dopo la battaglia, il 25 maggio 1519 gli spagnoli fondarono in quel luogo la città di Villa de Santa Maria de la Victoria, quello stesso giorno venne celebrata la prima messa sul suolo del continente americano. Da qui gli spagnoli partirono per la conquista della capitale Azteca Tenochtitlán.